# Шаршау
Шаршау — довга занавіска з покритої узорами тканини, що розділяє башкирське житло на чисту і кухонну половини, або на чоловічу і жіночу частини. 
Шаршау є частиною посагу нареченої, її дарують під час весільних обрядів. Шаршау є традиційним елементом інтер'єру у башкир та інших народіd Центральної та Середньої Азії. 

## Виготовлення
Шаршау шилась з полотна, шириною 28—32 см, або бавовни, шириною 40—50 см; зазвичай червоного, інколи білого кольору.  Її зшивали з декількіх частин, створюючи таким чином симетричний візерунок. А на завершення пришивали ткану кайму. 
Центр Шаршау переважно прикрашався квітково-рослинним орнаментом або зображенням тварин. 

## Цікаві факти
Шаршау у башкир — міфологізований предмет, з яким пов'язано безліч прикмет: «Төшөңдә шаршау күрһәң, сәфәр сығыуға». — Якщо приснилась занавіса, це до дороги, «Шаршау күҙҙән ҫаҡлаған» — Занавескі захищала від пристріту.